# جون تشيلكوت
السير جون أنتوني تشيلكوت/ˈtʃɪlkɒt/ 1939 - 3 أكتوبر 2021) كان موظفًا مدنيًا بريطانيًا.
في عام 2009، عُيِّن تشيلكوت رئيسًا للجنة التحقيق في حرب العراق (المشار إليها أيضًا باسم "لجنة تحقيق تشيلكوت")، وهي لجنة تحقيق في الظروف المحيطة بحرب العراق (2003).

## المسيرة
كان تشيلكوت موظفًا مدنيًا محترفًا حتى تقاعده في عام 1997، حيث شغل منصب وكيل وزارة الدولة الدائم في مكتب أيرلندا الشمالية، ونائب وكيل وزارة في وزارة الداخلية المسؤول عن إدارة الشرطة، ومجموعة متنوعة من المناصب في وزارة الداخلية، ووزارة الخدمة المدنية، ومكتب مجلس الوزراء، بما في ذلك تعيينات السكرتير الخاص لوزراء الداخلية روي جينكينز، وميرلين ريس، وويليام وايتلو، ورئيس الخدمة المدنية، ويليام أرمسترونج. 
عمل تشيلكوت "كمستشار للموظفين" لجهاز الاستخبارات الخارجية البريطاني (MI5) وجهاز الاستخبارات الخارجية البريطاني (MI6) من عام 1999 إلى عام 2004، "حيث تعامل مع الشكاوى الخاصة والشخصية من أعضاء أجهزة الاستخبارات بشأن عملهم وظروف عملهم".